# Talk

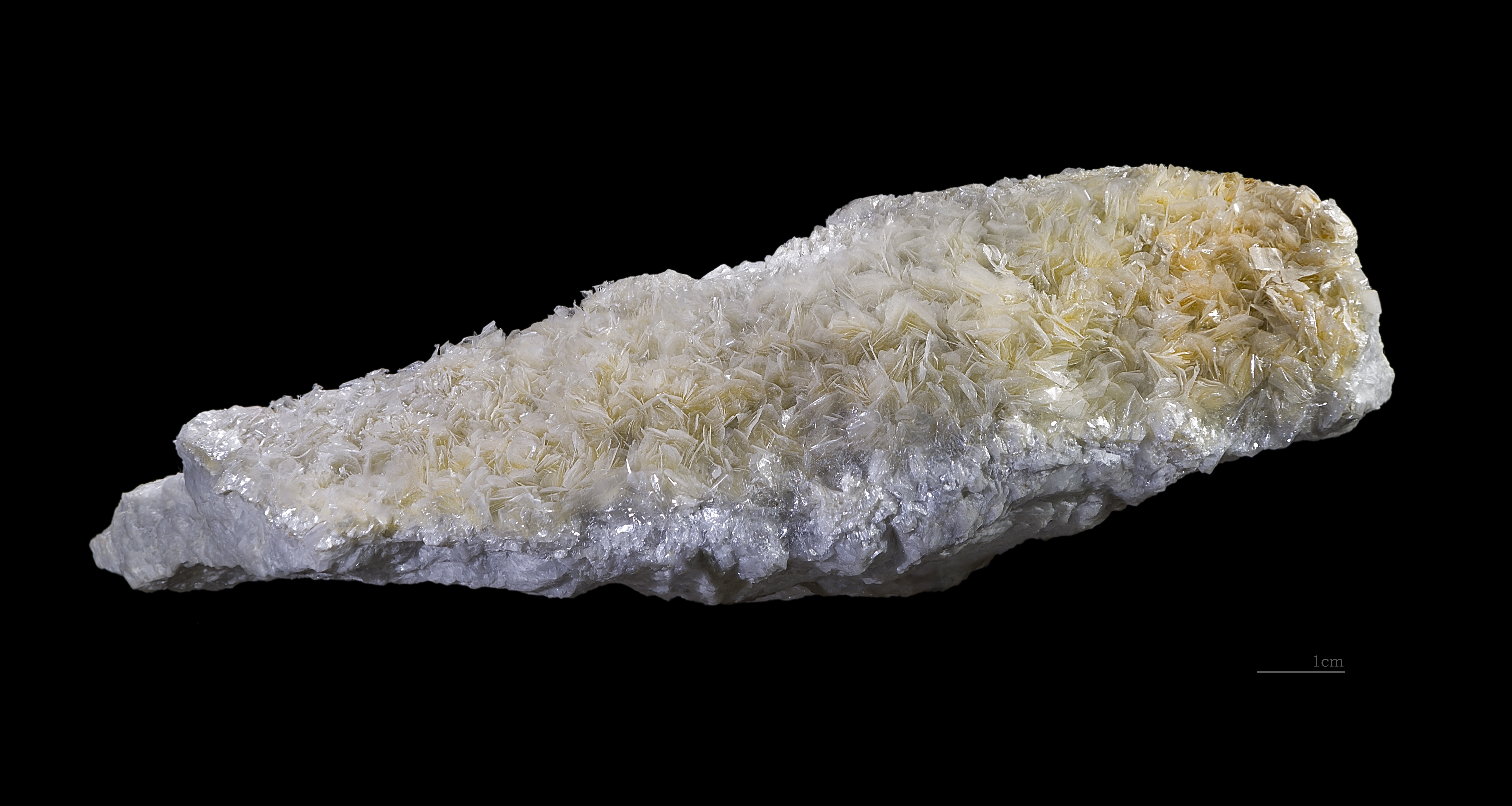
Talk

Talk (ord av persiskt ursprung: talk (تالک ), latinskt namn: Talcum) även steatit och tvålsten, är ett mineral med vit eller ljust grön färg. Den kemiska formeln är Mg3Si4O10(OH)2. Hårdheten enligt Mohs skala är 1. Som livsmedelstillsats betecknas talk med E-nummer E 553b. 
I naturligt förekommande talk kan föroreningar av tremolitasbest förekomma. 

## Användning
Talk används bland annat som puder, bland annat för sin förmåga att uppta fuktighet. Den kan därför också användas för att minska irritation och friktion mellan hudytor. Talk har av samma motiv även använts som friktionshämmare i operationshandskar.
Ett annat fuktupptagande pulver används av gymnaster, klättrare eller tyngdlyftare för att öka friktionen mot insidan av händerna, för bättre grepp runt skivstång eller redskap. Det pulvret är dock i regel av magnesiumkarbonat.
Talk som används i konsumentprodukter får inte innehålla någon asbest.

## Relaterad bergart
Täljsten är en metamorf bergart som består av en blandning av minst 50 procent talk samt magnesiumsilikat/klorit. Täljsten är en relativt mjuk sten som är tämligen lättbearbetad. Den mjukare steatiten kan man skrapa med en nagel. Den är inert (tålig) mot kemikalier och vid kontakt ändrar materialet varken färg eller struktur. Den känns vid beröring något oljig. Exponerad utomhus blir den hårdare genom oxidation och fuktförlust.
Täljsten har använts i århundraden för att skära i. Som ett exempel är skulpturerna i Hoysala-templet i Belur, Indien, gjorda av täljsten.